# Milchinsel
Die Milchinsel war ein Garten in der Leipziger Marienvorstadt, der wegen seiner Milchwirtschaft als eines der beliebtesten Ausflugslokale galt.

## Geschichte
Das Grundstück der Milchinsel befand sich im Besitz des Unternehmers und Mäzens Carl Lampe (1804–1889). 1807 erwarb Lampes Vater Johann Caspar Lampe ein Grundstück in der Marienvorstadt. Das „Egelspfuhl“ genannte Erblehngut hatte seinen Namen von einem Pfuhl, etwa zwischen dem heutigen Marienplatz und der Straße An der Milchinsel, wo seit dem 16. Jahrhundert kommerziell Medizinische Blutegel gewonnen wurden. Heute erinnert noch der Name der 1845 entstandenen Egelstraße daran.
Das Erblehngut erstreckte sich von der Hintergasse (heute Schützenstraße) bis zum heutigen Marienplatz; es fiel 1807 durch Zwangsversteigerung für 14.000 Reichstaler an den Generalakziseinspektor Ernst Conrad Dähne. Da nach der damaligen sächsischen Landesverfassung die der „reformirten Religion Zugethanen“ keine eigenen Grundstücke besitzen durften, zahlte Lampe die volle Kaufsumme an Dähne, der so das Anwesen für Lampe erwarb. Nach Aufhebung des Verbots wurde ihm am 20. September 1815 das Gut von Dähne als Eigentum überlassen. Das Anwesen – der „Egelspfuhlgarten“ oder die sogenannte „Milchinsel“ – war der Familiensitz der Lampes. Hier befanden sich ein Wirtschaftsgebäude und ein dahinter liegendes zweigeschossiges Wohngebäude mit Dachgeschoss und Walmdach.
Die hier eröffnete Gartenwirtschaft „Zur Milchinsel“ war in der Zeit des Biedermeier wegen ihrer Milchwirtschaft eines der beliebtesten Ausflugslokale. Heute erinnern in der Marienvorstadt noch die Namen der 1839 benannten „Inselstraße“ sowie der 1884 benannten Straße „An der Milchinsel“ daran. Die Milchinsel wurde zunächst nur im Sommer von der Familie Lampe bewohnt. Den Winter verbrachten die Lampes in ihrem Stadthaus in der Katharinenstraße.
Am 19. Oktober 1813 war die direkt vor dem Hintertor gelegene Milchinsel einer der Schauplätze der Völkerschlacht bei Leipzig. Die am 19. Oktober 1813 erstürmte Milchinsel war eines der zuerst eroberten Gebiete Leipzigs. In der Folge wurden Russen und Franzosen auf der Milchinsel einquartiert.
Vom Mai bis zum 1. Oktober 1820 wohnte Fürst Karl Philipp zu Schwarzenberg (1771–1820), der Oberkommandierende der Verbündeten in der Völkerschlacht von 1813, in einem Gartenhaus an der Milchinsel. Er war nach Leipzig gekommen, um die Folgen seines Schlaganfalls von 1817 durch Samuel Hahnemann (1755–1843) homöopathisch behandeln zu lassen. Nach einem Rückfall am 1. Oktober 1820 ließ ihn der sächsische König ins Königshaus am Markt überführen, wo er am 15. Oktober verstarb.
Ab 1838 erfolgte der Bau der neuen „Vorstadt vor dem Hinterthore“. Carl Lampe stellte dazu Teile seines Grundstücks zur Verfügung. Auf dem Gebiet der Milchinsel entstanden 1839 die Kreuzung von Mittelstraße (seit 1947 Hans-Poeche-Straße) und Reudnitzer Straße 1844 die Marienstraße (seit 1949 Chopinstraße) sowie ein Teil der Egelstraße. Die Lampe-Villa erhielt die neue Anschrift Marienstraße 16; sie war nun ganz von Häusern und Gärten umgeben, die direkt an die Vororte Schönefeld und Reudnitz angrenzten.
Die Gebäude erfuhren im Laufe der Zeit mehrfache Umbauten. Um 1880 waren zwei Wohnhäuser in einem großen Park vorhanden. Im größeren Haus wohnte Carl Lampe zusammen mit seiner verwitweten Tochter und deren Sohn. Außerdem wohnte dort die Familie seines ältesten Sohnes. Im kleineren Haus wohnten die Familien zweier Söhne und einer Tochter Lampes. Das größere Haus hatte zunächst einen rechteckigen Grundriss, später erhielt es zwei Türme, die zu bestimmten Anlässen beflaggt waren. 1878 war es ein repräsentatives mehrflügeliges zweigeschossiges Gebäude, gelegen in einer parkähnlichen Gartenanlage mit Springbrunnen und kleinen Gartenhäusern.

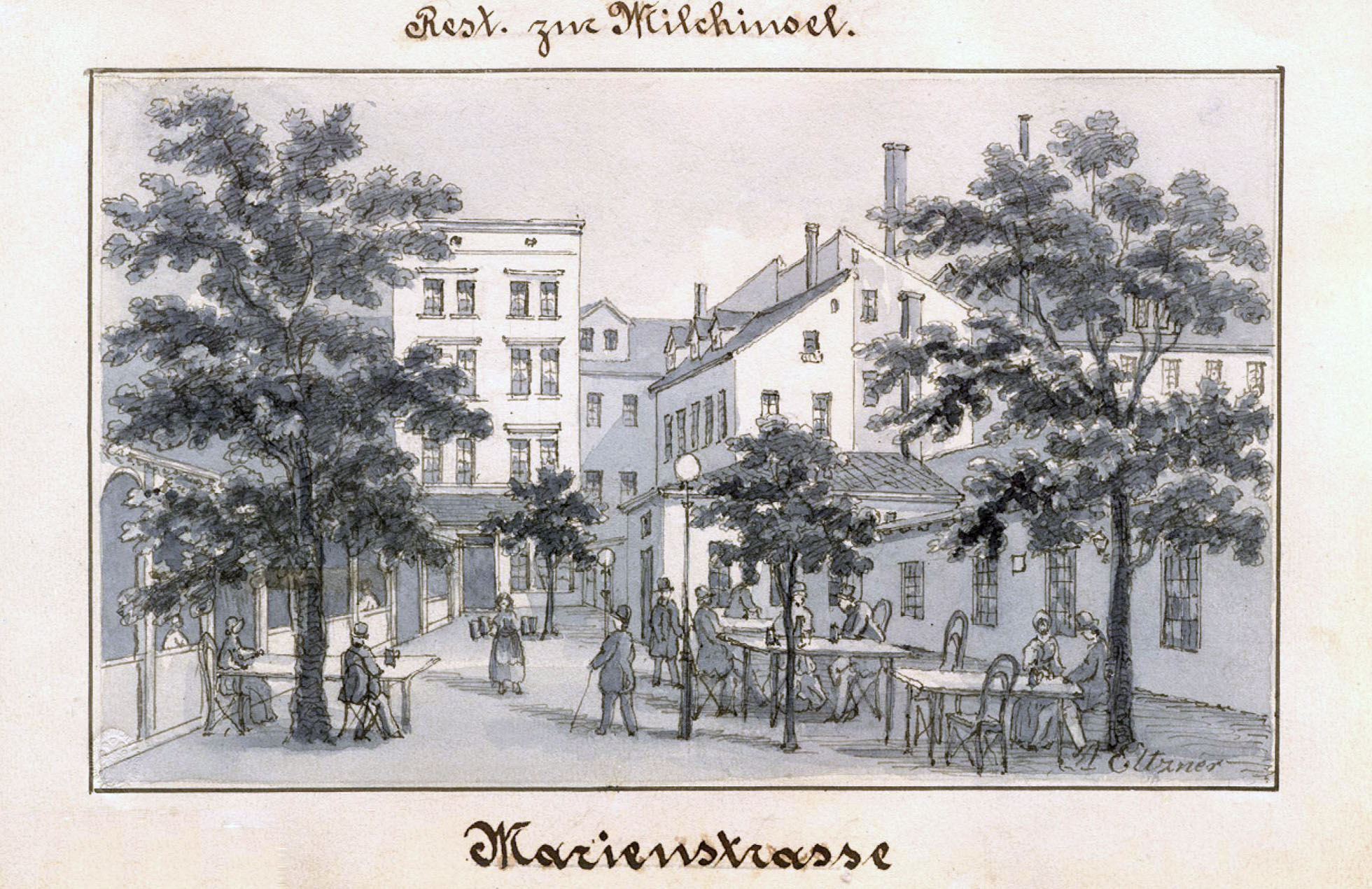
Restauration „Zur Milchinsel“ (um 1860)
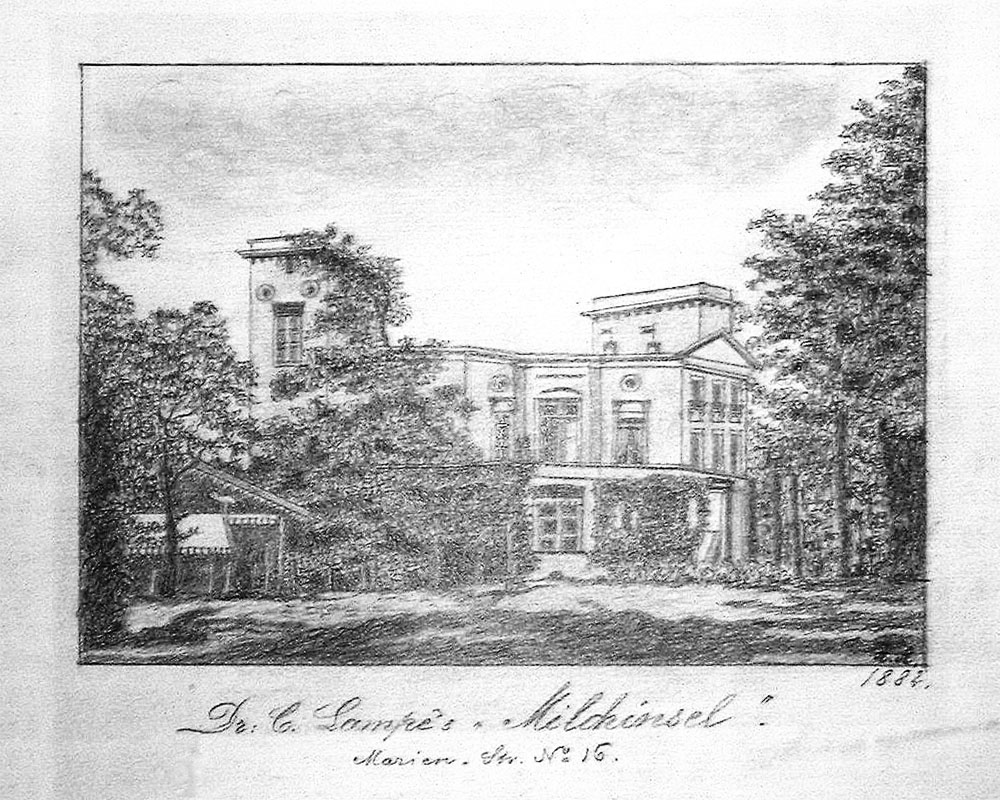
Lampes Wohnhaus in der Marienstraße 16 (1882)
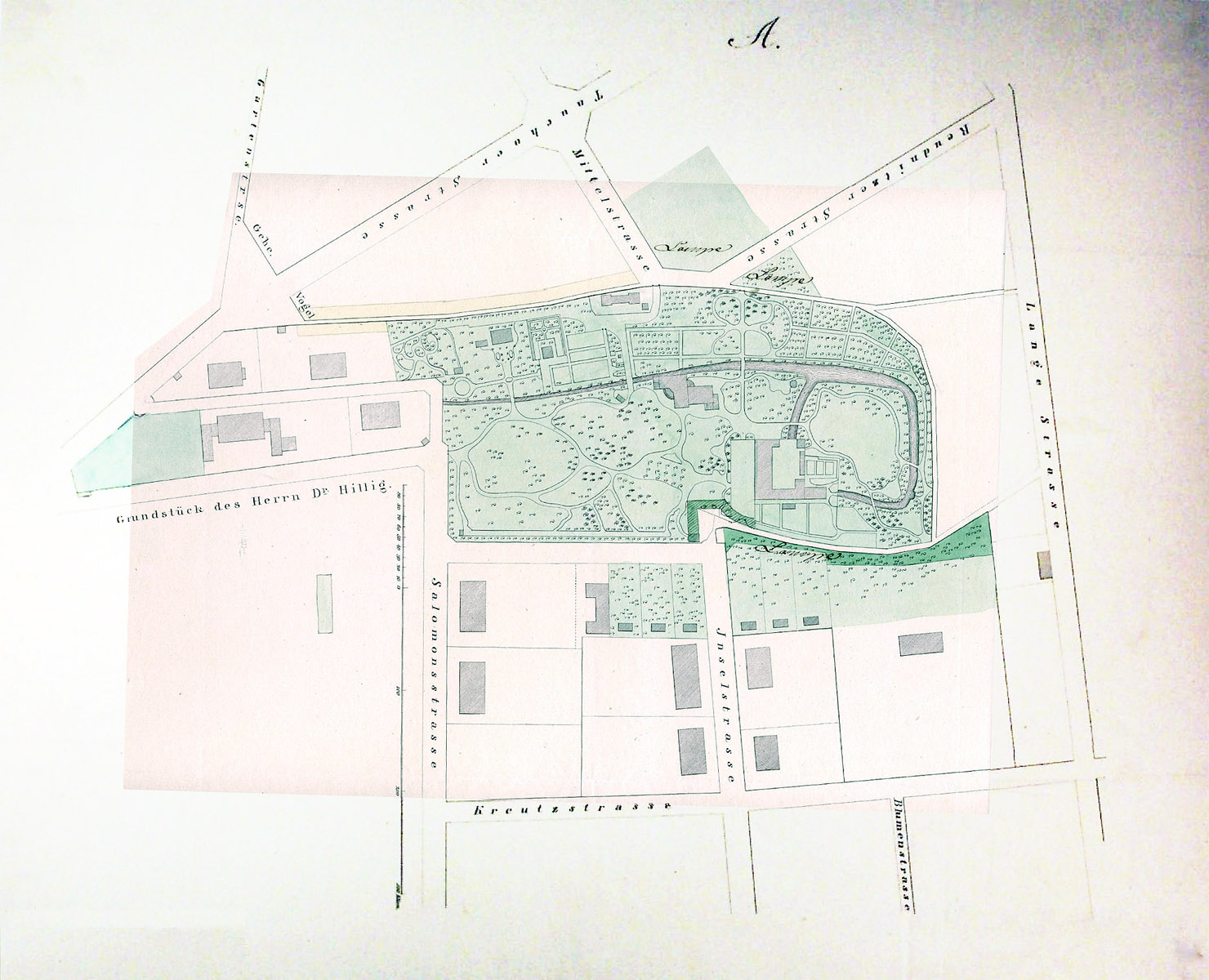
Lampescher Garten vor Anlage der Marienstraße
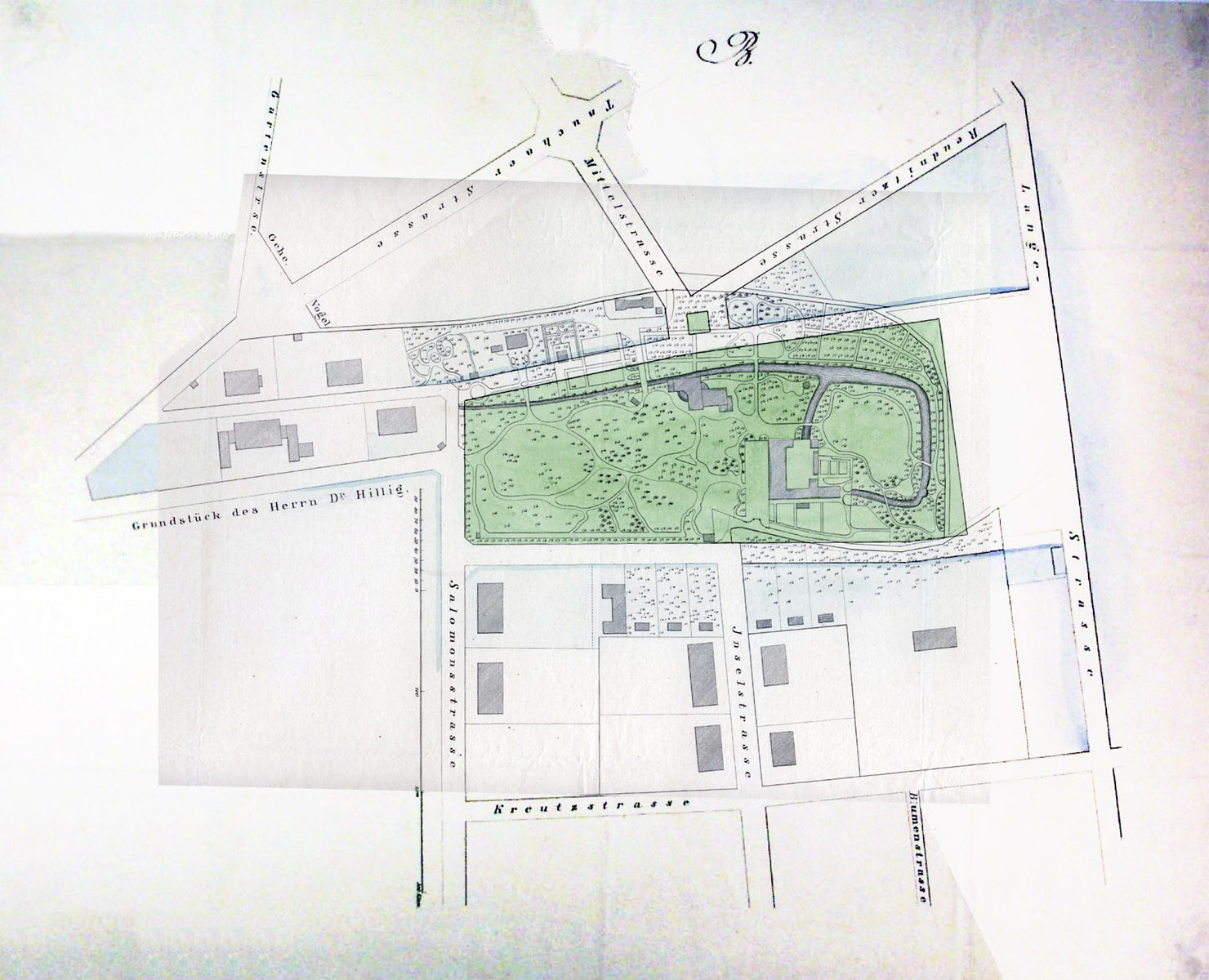
Lampescher Garten mit der neuen Marienstraße

## Kugeldenkmal
Wie die sogenannten Apelsteine wurde auch das Kugeldenkmal zum Gedenken an die Völkerschlacht bei Leipzig errichtet. Vor dem Hintertor, einem der äußeren Stadttore Leipzigs, kämpften in den Vormittagsstunden des 19. Oktober 1813 die Preußen gegen die Franzosen. Nachdem die Truppen des III. Preußischen Korps die Milchinsel erstürmt hatten, konnten sie anschließend auch das angrenzende Hintertor einnehmen und vereinigten sich schließlich vor dem Halleschen Tor mit den Truppen Marschall Blüchers (1742–1819). Die Gegend rund um die Milchinsel zählt damit zu den von den Verbündeten zuerst eroberten Teilen des Leipziger Stadtgebietes.
Aus diesem Grund ließ Lampe auf seinem Privatgrundstück direkt vor dem Wohnhaus Marienstraße 16 auf eigene Kosten ein Denkmal errichten, da städtische Gelder und öffentliche Plätze dafür nicht zur Verfügung standen. Der ehemals private Standplatz bildet heute den Schnittpunkt von Hans-Poeche-, Reudnitzer, Chopin- und Inselstraße.
Am 5. Juli 1845 wurde das Kugeldenkmal aus 20 Kanonenkugeln und einem großen Stein eingeweiht. Der Stein bezeichnete im Garten der Milchinsel das Grab eines gefallenen preußischen Offiziers; er musste bei der Parzellierung versetzt werden. Das alte Denkmal, das sich an gleicher Stelle des jetzigen befand, war von einem Holzzaun mit 20 Säulen umgeben, auf denen je eine Kugel aus Ortschaften ruhte, in denen Kämpfe der Völkerschlacht stattgefunden hatten und die dabei zerstört wurden.
Im Laufe der Jahre traten Schäden am Denkmal auf. Deshalb wollte Lampe das Denkmal erneuern und veranstaltete eine öffentliche Sammlung, die mit rund 1.000 Talern jedoch nur einen geringen Teil der Kosten einbrachte. Die Grundsteinlegung des neuen Kugeldenkmals nach einem Entwurf des Direktors der Berliner Bauakademie August Hermann Spielberg (1827–1886) fand am 5. August 1863 statt. Die Hauptkosten des Memorials aus Rochlitzer Porphyr trug Lampe selbst. 
Von 1989 bis 1992 fand eine gründliche Restaurierung des Denkmals statt. Die Rekonstruktion des Denkmals blieb allerdings unvollkommen, da die ursprünglich vorhandene Einfassung (Gitterzaun) aus Eisenguss (s. Abb. Neues Kugeldenkmal um 1909) bisher nicht wieder hergestellt werden konnte. Die Motive der von Oberbaurat Friedrich August Stüler (1800–1865) aus Berlin entworfenen Einfassung nahmen Bezug auf die Opfer und die Verwüstungen durch die Schlacht. Die ursprüngliche Einfassung wurde auch Opfer eines Diebstahls und ist seitdem unauffindbar.

### Inschriften
Nordseite:

„ZUR ERINNERUNG / AN LEIPZIGS NOT UND RETTUNG / IM OKTOBER 1813 / WURDE DIESES DENKMAL VON C. LAMPE / GEGRÜNDET / AM 5. JULI 1845, DEM JAHRESTAG DES LETZTEN / BEFREIUNGSKAMPFES VON PARIS, UND MIT HILFE / ÖFFENTLICHER BEITRÄGE ERNEUERT IM JAHRE 1863 / ZUR 50STEN GEDENKFEIER DER VÖLKERSCHLACHT.“

Südseite:

„Dem 19ten October 1813“

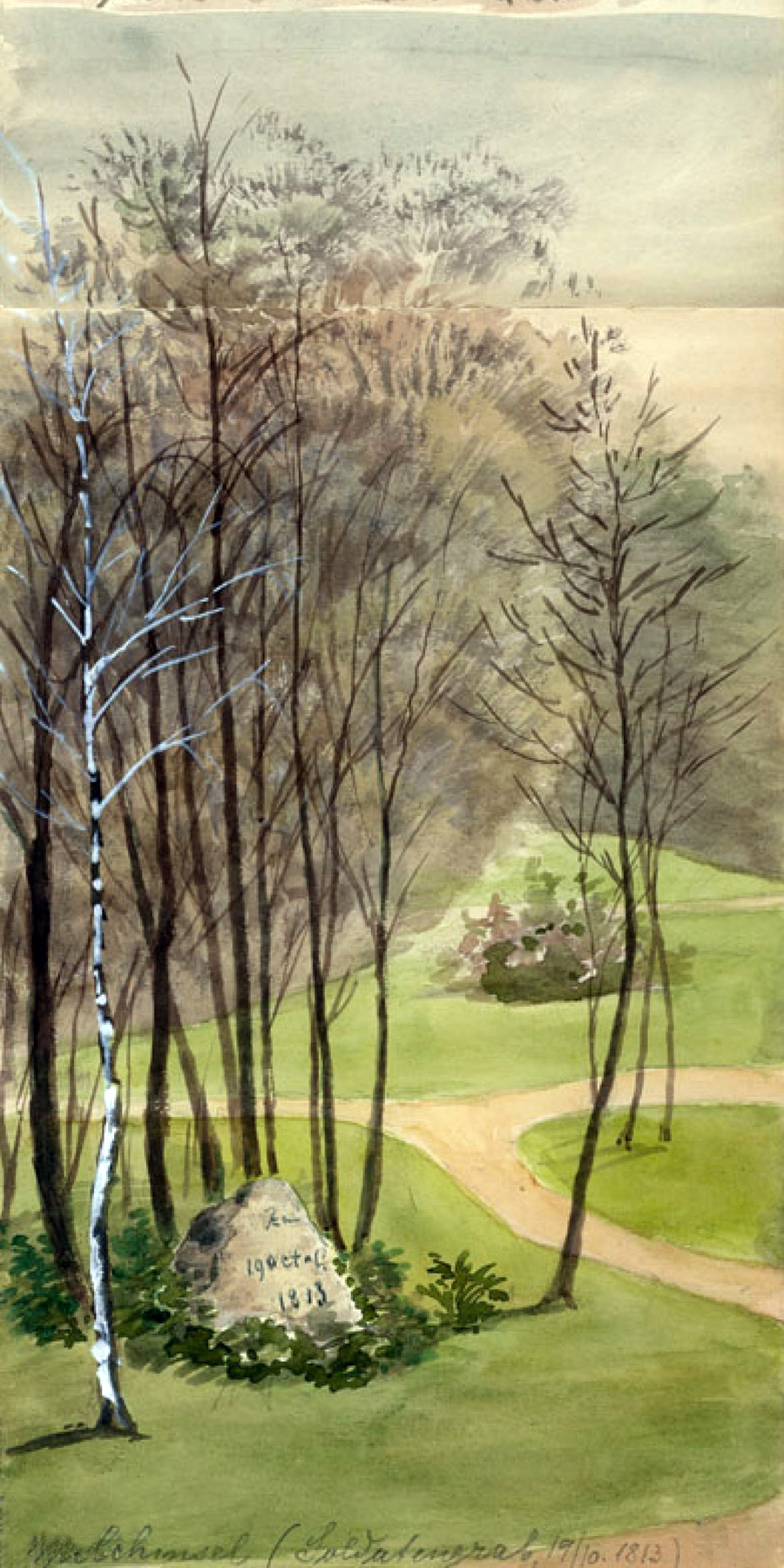
Stein am Soldatengrab im Garten der Milchinsel (vor 1845)
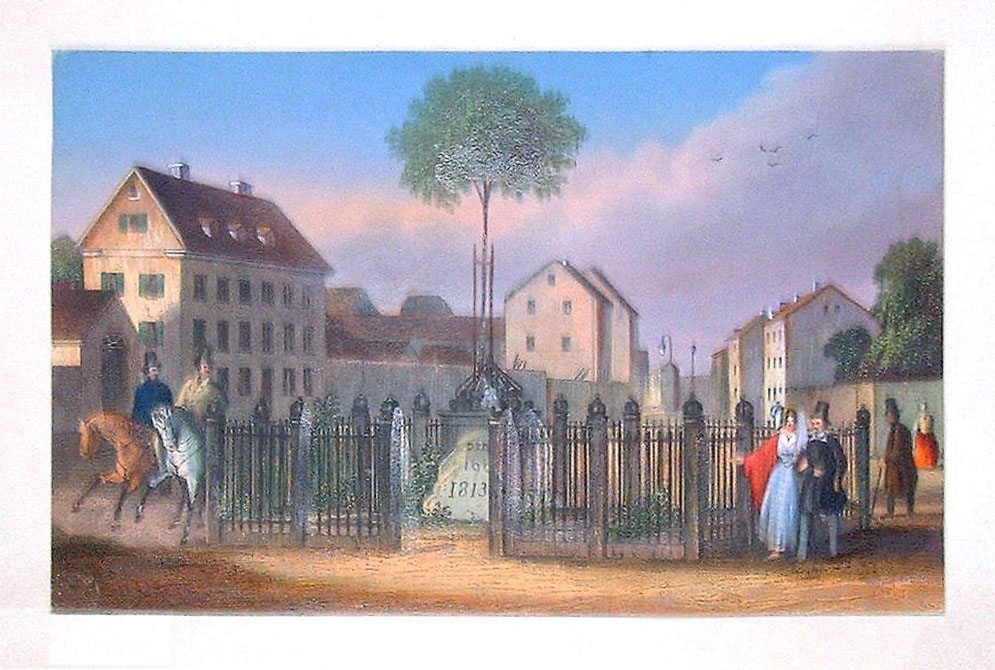
Altes Kugeldenkmal (vor 1863)
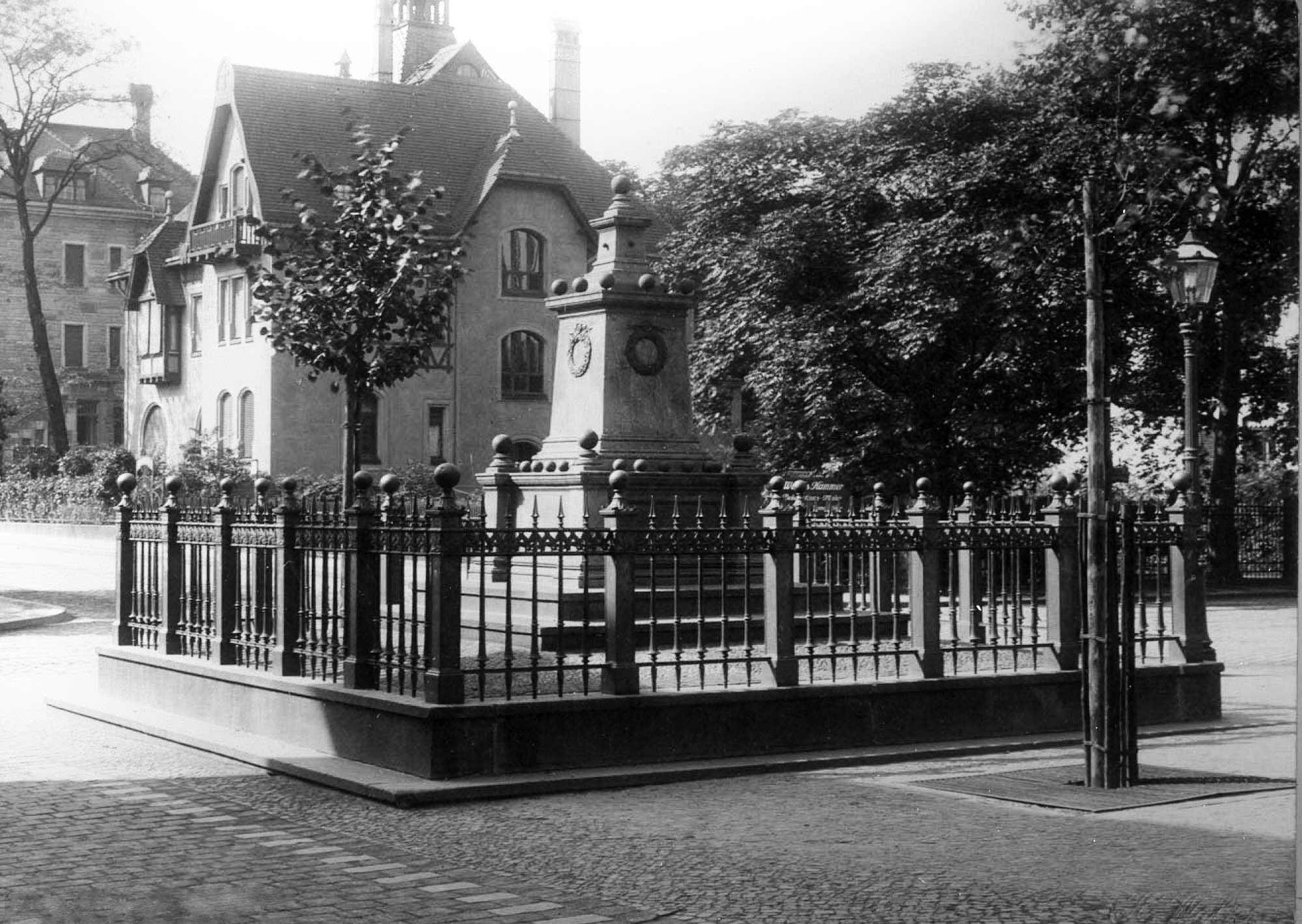
Neues Kugeldenkmal (um 1909)
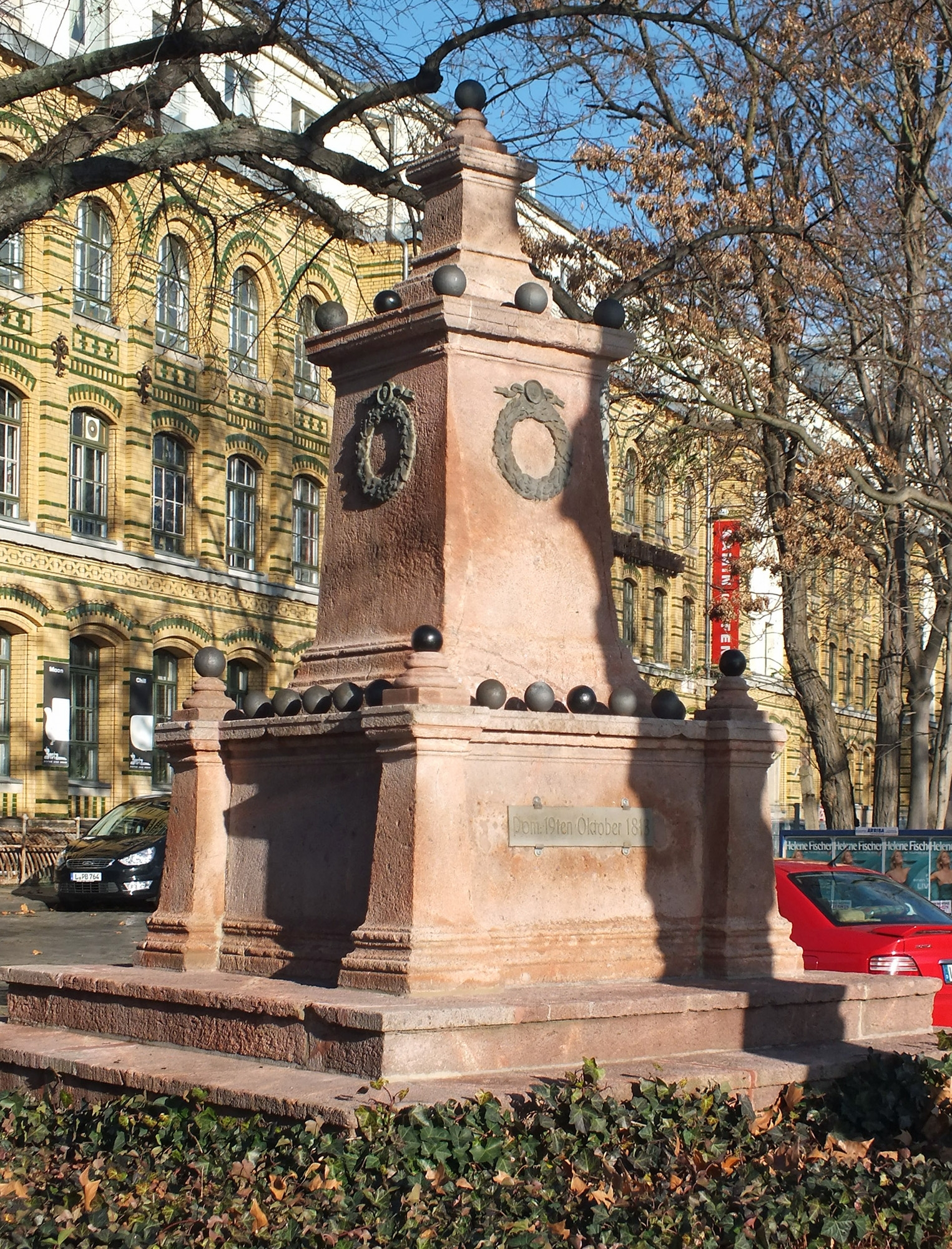
Kugeldenkmal (2011)